# Црно језеро (Зеленгора)
Црно језеро је природно језеро на планини Зеленгора, у Националном парку Сутјеска, Република Српска, БиХ. Црно језеро је површине око 0,013 км² (1.08 хектара), а дубоко је око 3 до 4 метра. Дужина језера износи око 170 метара а ширина око 80 метара. Црно је планинско језеро и налази се на 1.450 метара надморске висине. Ово планинско и глацијално језеро се напаја водом из извора у његовој непосредној близини. Дно језера је муљевито и из њега истиче поток. Околина језера је обрасла шумом. До овога језера се из Фоче стиже правцем ка Тјентишту, путем ка селу Штавањ, затим ка селу Врбнице, а одатле теренским возилом до Сријемушне луке. Из мјеста Сријемушна лука иде се ка мјесту Видеж, а одатле шумском стазом до самог језера. 

## Екосистем
Црно језеро је станиште аутохтоне поточне пастрмке.